# Louis Smolka
Louis A. Smolka, född 16 juli 1991 i Honolulu, är en amerikansk MMA-utövare som 2014–2017 tävlade i organisationen Ultimate Fighting Championship.